# سفیدخانی سفلی
سفیدخانی سفلی، روستایی در دهستان زنگوان بخش کارزان شهرستان سیروان در استان ایلام ایران است.

## جمعیت
بر پایه سرشماری عمومی نفوس و مسکن در سال ۱۳۹۵، جمعیت این روستا برابر با ۴۸ نفر (۱۴ خانوار) بوده است.